# 撫順奇蹟受領承繼會
撫順奇蹟受領承繼會（日语：撫順の奇蹟を受け継ぐ会）是中国归还者联络会（简称“中归连”）于2002年4月解散后传承继续活动的团体。

## 活動
积极推动“中归连”相关的见证、资料、文献的收集、整理、保存，以及出版事业，包括编写季刊《中归连》和会报《向前向前》的发行。在日本全国发展了支部，会员是以志愿者的形式工作，活动经费靠会员缴纳会费与捐助。
2006年11月，“中归连资料馆”在埼玉县川越市开馆。

## 相关项目
- 女性国际战犯法庭
- 中國歸還者聯絡會
- 抚顺战犯管理所
- 金子安次
- 熊谷伸一郎